# Gilahoba
Gilahoba är en ort i Azerbajdzjan.   Den ligger i distriktet Qusar Rayonu, i den nordöstra delen av landet, 190 km nordväst om huvudstaden Baku. Gilahoba ligger 97 meter över havet och antalet invånare är 504.
Terrängen runt Gilahoba är lite kuperad. Närmaste större samhälle är Yalama, 4,0 km norr om Gilahoba.
Trakten runt Gilahoba består till största delen av jordbruksmark. Runt Gilahoba är det ganska tätbefolkat, med 129 invånare per kvadratkilometer.